# Cornești, Cluj
Cornesti là một xã thuộc hạt Cluj, România. Dân số thời điểm năm 2002 là 1823 người.